# Rotfranch
Die Apfelsorte ‘Rotfranch’, auch bekannt als ‘Weigelts Zinszahler’ oder ‘Swedenborgs Muskatrenette’, ist ein Tafelapfel-Sorte unbekannter Herkunft. Die Sorte ‘Rotfranch’ kam schon vor 1800 im Land Hadeln vor und gehört zu den Renetten.
Die Bäume der Sorte ‘Rotfranch’ wachsen zu Beginn steil nach oben und kommen erst spät zu vollem Ertrag. Die Frucht der Sorte ‘Rotfranch’ ist rotschalig und klein bis mittelgroß. Die Schale ist rau und hat oft braune Berostung. Sie sind Mitte September pflückreif und bis Ende Oktober genussreif. Das „Fruchtfleisch“ ist weiß bis leicht gelblich und hat einen süßen Geschmack mit nussartigem Aroma.